# Crison d'Himère
Crison d'Himère (en grec ancien : Κρίσων Ἱμεραῖος) est un vainqueur olympique originaire de la cité d'Himère.
Il remporta trois fois de suite la course à pied du stadion d'une longueur d'un stade (environ 192 m) lors des 83e, 84e et 85e Jeux olympiques, en 448, 444 et 440 av. J.-C..
Socrate l'évoque dans le Protagoras, pour demander à son interlocuteur de se mettre à son rythme, tout comme, s'il courait contre Crison, celui-ci devrait ralentir, Socrate ne pouvant courir vite.
Platon le mentionne dans Les Lois comme exemple de modération et de tempérance : il était chaste pendant ses périodes d'entraînement.
Plutarque évoque une course entre Crison et un certain Alexandre (souvent identifié à Alexandre le Grand). Il s'agit d'une anecdote apocryphe et anachronique,.

## Sources
- Diodore de Sicile, Bibliothèque historique [détail des éditions] [lire en ligne] (Livre XII, 5).